# Perizoma prouti
Perizoma prouti är en fjärilsart som beskrevs av Karl Schawerda 1933. Perizoma prouti ingår i släktet Perizoma och familjen mätare. Inga underarter finns listade i Catalogue of Life.